# John Paintsil
John Paintsil (fälschlicherweise oft John Pantsil; * 15. Juni 1981 in Berekum, Ghana) ist ein ehemaliger ghanaischer Fußballspieler.

## Karriere

### Im Verein
Paintsil begann seine Karriere bei Berekum Arsenal, wo er bis 2000 unter Vertrag stand. In der Saison 2000/01 wechselte er dann kurzzeitig zu den Liberty Professionals. Danach spielte er wieder ein halbes Jahr für Berekum Arsenal und ging dann zu Widzew Łódź. In Polen blieb Paintsil jedoch nur für sechs Monate und wechselte im Sommer 2002 nach Israel zu Maccabi Tel Aviv und zwei Jahre später zu Hapoel Tel Aviv. Im Sommer 2006 wiederum wechselte er in die Premier League zu West Ham United. Zusammen mit seinem Teamkollegen Bobby Zamora wurde Paintsil im Sommer 2008 im „Gesamtpaket“ für rund acht Millionen Euro zum Stadtrivalen FC Fulham transferiert. Im Sommer 2011 wurde bekannt, dass Paintsil ablösefrei zum englischen Zweitligisten Leicester City wechselt. Ein Jahr später wechselte er weiter zu Hapoel Tel Aviv nach Israel.
Ab 2013 spielte er dann in Südafrika. Erst eine Saison für Santos Kapstadt und dann zwei für Maritzburg United, wo er im Sommer 2016 seine Karriere beendete.

### In der Nationalmannschaft
Am 5. Dezember 2001 bestritt Paintsil gegen Algerien sein erstes Länderspiel für die Ghanaische Fußballnationalmannschaft.
Paintsil hat mit der ghanaischen Fußballnationalmannschaft an den Olympischen Spielen 2004, der Fußball-Weltmeisterschaft 2006 und der Fußball-Afrikameisterschaft 2008 teilgenommen.
In einem Spiel der ghanaischen Nationalmannschaft holte er nach einem Treffer eine israelische Landesfahne aus der Hose und sorgte somit für Aufregung.
Insgesamt bestritt er bis 2013 89 Spiele, in denen er keinen Treffer erzielen konnte.

### Als Trainer
In der Saison 2016/17 war er Co-Trainer des südafrikanischen Erstligisten Kaizer Chiefs.

### Titel und Auszeichnungen
- Israelischer Meister: 2003
- Israelischer Pokalsieger: 2005, 2006
- Ghanas Fußballer des Jahres 2009

## Namensschreibweise
Aufgrund eines Schreibfehlers in den Transferunterlagen vor seinem Wechsel von Hapoel Tel Aviv zu West Ham United wird sein Nachname fälschlicherweise mit „Pantsil“ angegeben. Bisherige Eingaben bei der englischen FA blieben erfolglos. Die einzig korrekte Schreibweise seines Namens ist John Paintsil.